# 第1海兵歩兵落下傘連隊 (フランス軍)
第1海兵歩兵落下傘連隊（だいいちかいへいほへいらっかさんれんたい、1er Régiment de Parachutistes d'Infanterie de Marine：1er RPIMa、French SAS）は、ピレネー＝アトランティック県バイヨンヌに駐屯する、特殊作戦旅団隷下のフランス陸軍海兵隊の特殊作戦連隊である。
フランス軍において特殊作戦を統括する特殊作戦司令部の指揮・調整によって運用される。
その名称からは想像が付きにくいが、連隊のモットーや部隊歴に現れているように、イギリスSASの直系の子孫部隊に当たる。
対テロ活動では、ハイジャック等の制圧任務は、国家憲兵隊の特殊部隊であるフランス国家憲兵隊治安介入部隊（GIGN）が行い、軍事作戦の際の人質救出作戦等の任務は第1海兵空挺連隊が行う（GIGNは支援に回る）ようで、棲み分けがなされている。
陸軍の精鋭部隊である第2外人落下傘連隊の空挺コマンドーグループ、国家憲兵隊のGIGNとも連携して作戦を遂行することが多いため、頻繁に合同訓練をしている。

## 沿革
- 1940年：デイヴィッド・スターリング指揮下のSAS旅団フランス中隊として編成される。
- 1942年：クレタ島及びリビア戦に参加。
- 1943年：チュニジア戦に参加。
- 1944年：ノルマンディー上陸作戦に参加。その後は、フランス各地に進出。
- 1945年：バルジの戦いに参加。
- 1946年：フランスSAS大隊はフランス陸軍に移管され、空挺準旅団となる。
- 1948年：第2植民地空挺コマンド大隊に改編、インドシナ半島から派遣。
- 1954年：インドシナから撤退。
- 1956年：アルジェリア戦争に参加（～1962年まで）
- 1960年：第1海兵落下傘連隊に改編される。

## 最新の部隊編成
- 連隊本部
- 本部管理中隊
- 訓練中隊
- 第1中隊 - （野戦、河川戦闘及び身辺警護）
- 第2中隊 - （市街戦、爆破及び狙撃）
- 第3中隊 - （重迫撃砲の火力による火力支援、対空防御及び軽車両による偵察）

## 主要装備
- FA-MAS
- M4A1カービン(+M203)
- H&K HK416
- HK417
- H&K G3
- FN P90
- H&K MP5(A5, SD3)
- H&K USP
- グロック17
- ベレッタM92(PAMAS G1)
- ベネリM3
- ミニミ軽機関銃
- AA-52(車載機銃)
- H&K MSG-90
- 81mm迫撃砲
- 120mm迫撃砲
- ミラン
- ミストラル
- スティンガー
- VBL
- P4

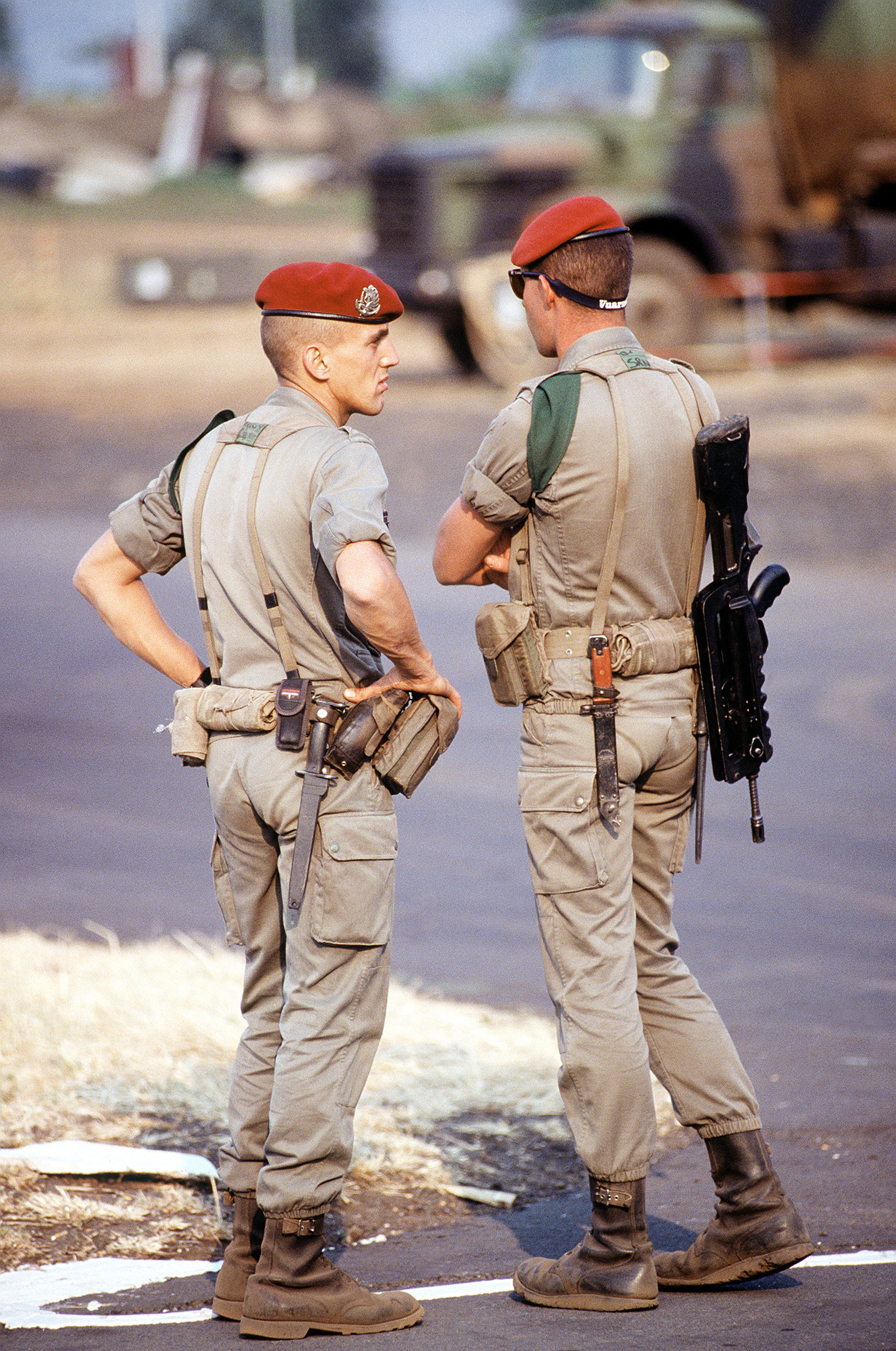
FA-MASで武装した第1海兵歩兵落下傘連隊員(ルワンダにて)

（また、この他にも装備がいくつか確認されており、かなり充実しているものと思われる）

## 参加したとされる主な任務・作戦
- アルジェリア戦争 1954〜1962年
- レバノン内戦 1975〜1990年
- コモロ紛争 1992年
- ユーゴスラビア紛争 1991〜2001年
- ルワンダ紛争 1990〜1993年
- コソボ紛争 1998〜1999年
- アフガニスタン紛争（不朽の自由作戦） 2001～2021年
- マリ北部紛争 2012年〜現在
- セルヴァル作戦 2013〜2014年
- 2017年10月4日：アメリカ陸軍特殊部隊員11名とニジェール兵30名が、ISIL幹部（英語版）の捕獲または殺害作戦を決行。しかし悪天候のためヘリボーン作戦は中止となったため陸路で野営地に向かったが既に引き払われた後だった。その帰路、重武装した約50人の敵戦闘員に待ち伏せ攻撃を受け、4名の隊員が戦死した。マリに展開中だった1er RPIMaは、救援要請を受け負傷または戦死したアメリカ兵及びニジェール兵の捜索救難を実施した。